# Populariteit van browsers
Browserpopulariteit is het marktaandeel van gebruikers tussen verschillende webbrowsers. De browseroorlog verwijst naar de snelle verovering van marktaandeel door andere webbrowsers.

## Browseroorlog: deel 1 (1990-1999)
In de jaren 90 ging de browseroorlog veelal tussen Internet Explorer en Netscape. Netscape was een product van Mosaic en kwam in 1994 uit.
Aanvankelijk had Netscape een groot marktaandeel. Bij het verschijnen van Internet Explorer in 1995 kwam hier langzaam een einde aan. De eerste twee versies van Internet Explorer waren niet bijzonder populair: deze hadden een marktaandeel van 3 tot 9%. In augustus 1996 kwam Internet Explorer 3 uit. Deze wist een marktaandeel te behalen van 20%.
Internet Explorer 4 kwam uit in september 1997. In 1998 kwam Windows 98 First Edition uit, gebundeld met Internet Explorer 4. In de periode hierna bereikte Internet Explorer voor het eerst een marktaandeel dat groter was dan Netscape. In maart 1999 had de browser 60% van de markt in handen.
Het steeds toenemende marktaandeel van Internet Explorer werd mede veroorzaakt door de bundeling met Microsoft Windows (vanaf Windows 98) en de promotie van Internet Explorer door Microsoft. Rond de eeuwwisseling had Internet Explorer de browseroorlog vrijwel gewonnen. Versies 5 (maart 1999) en 6 (augustus 2001) versterkten het marktaandeel verder.
Een van de vroegste statistieken over het marktaandeel van de eerste browsers toont de snelle verschuivingen in de markt.
| Datum        | Mosaic | Navigator | Explorer |
| ------------ | ------ | --------- | -------- |
| Oktober 1998 |        | 64%       | 32,2%    |
| April 1998   |        | 70%       | 22,7%    |
| Oktober 1997 |        | 59,7%     | 15,1%    |
| April 1997   |        | 81,1%     | 12,1%    |
| Oktober 1996 |        | 80,4%     | 12,2%    |
| April 1996   |        | 89,4%     | 3,8%     |
| April 1995   | 9%     | 54%       |          |
| Oktober 1994 | 68%    | 18%       |          |
| Januari 1994 | 97%    |           |          |

## Browseroorlog: deel 2 (2000-2009)

Marktaandeel van de belangrijkste browsers 1996-2009

In de periode 2002-2003 bereikte Internet Explorer een marktaandeel van ongeveer 90%. Maar door het uitblijven van een nieuwe versie ontstonden er een aantal nieuwe browsers: Safari (2003) en Firefox (2002). Opera bestond reeds in 1995 maar verwierf geen groot marktaandeel, ondanks de innovatieve concepten die Opera kenmerkten (het was een van de eerste browsers met tabbladen).
Firefox begon het jaar 2008 met een marktaandeel van 16,56% en groeide geleidelijk naar een hoogtepunt van circa 25% in 2010, om sindsdien weer licht terug te lopen. Internet Explorer zag bij het uitkomen van Mozilla Firefox in midden 2003 tot midden 2011 het marktaandeel geleidelijk dalen van 87% naar 51%.
Toen aan het eind van 2008 Google Chrome gelanceerd werd, verloor Internet Explorer marktaandeel aan deze browser. Later ging de groei van Google Chrome ten koste van het marktaandeel van Firefox.
De browsers Safari en Opera zijn vrij kleine spelers op de markt geweest. Ze hadden over 2007 een vrijwel gelijk aandeel van iets boven de 1,6%, en midden 2011 staat Safari op ongeveer 4% en Opera op 2%. Chrome is sinds zijn lancering eind 2008 de enige sterke groeier: midden 2009, 2010 en 2011 waren de marktaandelen 2,43%, 7,41% en 13,86%.
De vijf genoemde browsers hebben sinds medio 2008 nagenoeg de hele markt in handen. Internet Explorer en Google Chrome hebben vrijwel een gelijk marktaandeel verworven, terwijl Firefox op de derde plaats staat.
Een van de statistieken over de periode 2000-2009 is die van TheCounter.com:
| Jaar | Explorer | Firefox | Safari | Opera | Navigator |
| ---- | -------- | ------- | ------ | ----- | --------- |
| 2009 | 69,26%   | 20,46%  | 7,52%  | 0,94% | 0,06%     |
| 2008 | 76,92%   | 17,22%  | 3,75%  | 0,83% | 0,07%     |
| 2007 | 82,36%   | 12,82%  | 3,00%  | 0,64% | 0,06%     |
| 2006 | 86,23%   | 9,37%   | 2,09%  | 0,65% | 0,05%     |
| 2005 | 89,13%   | 7,19%   | 1,36%  | 0,61% | 0,09%     |
| 2004 | 93,25%   | 3,44%   | 0,72%  | 0,59% | 0,27%     |
| 2003 | 94,31%   | 2,19%   |        | 0,66% | 1,61%     |
| 2002 | 93,03%   | 1,27%   |        | 0,78% | 3,54%     |
| 2001 | 88,51%   | 0,39%   |        | 0,29% | 7,26%     |
| 2000 | 81,53%   | 0,05%   |        | 0,13% | 15,94%    |

## Browseroorlog deel 3 (2010-2019)
Na 2010 stijgt het marktaandeel van Chrome nog verder, en zien we een sterke toename van mobiel internetgebruik, met verschuivingen in het voordeel van mobiele browsers. Een van de statistieken over de periode 2010-2019 is die van Statcounter.
| Jaar      | Chrome | Explorer | Safari | UC Browser | Firefox | Android | Opera | Andere (**) |
| --------- | ------ | -------- | ------ | ---------- | ------- | ------- | ----- | ----------- |
| 2010      | 9,59%  | 50,34%   | 4,87%  | (*)        | 30,43%  | (*)     | 2,58% | 2,19%       |
| 2011      | 19,89% | 40,24%   | 6,38%  | (*)        | 26,42%  | 1,17%   | 3,09% | 2,82%       |
| 2012      | 29,31% | 29,65%   | 9,04%  | (*)        | 21,27%  | 2,9%    | 3,67% | 4,05%       |
| 2013      | 34,67% | 23,15%   | 10,95% | 1,67%      | 16,59%  | 5,37%   | 3,66% | 5,48%       |
| 2014      | 38,88% | 15,51%   | 13,74% | 2,82%      | 13,2%   | 7,22%   | 4,01% | 7,43%       |
| 2015      | 44,93% | 12,21%   | 13,05% | 5,41%      | 10,47%  | 6,29%   | 5,03% | 2,63%       |
| 2016      | 49,12% | 8,25%    | 13,33% | 7,74%      | 7,96%   | 3,95%   | 5,47% | 4,19%       |
| 2017      | 54,02% | 6,12%    | 14,51% | 8,23%      | 6,17%   | 2,37%   | 3,85% | 4,73%       |
| 2018      | 59,28% | 5,11%    | 14,43% | 6,55%      | 5,19%   | 1,47%   | 3,5%  | 4,46%       |
| 2019(***) | 62,70% | 4,76%    | 15,53% | 3,43%      | 4,71%   | 1,04%   | 2,69% | 5,15%       |

(*) minder dan 1%
(**) Onder andere Nokia, Blackberry, Samsung Internet
(***) 2019: eerste 6 maanden

## Marktaandeel

Verandering in het marktaandeel van webbrowsers volgens StatCounter.

Over het feitelijke marktaandeel van de verschillende browsers bestaan uiteenlopende statistieken. De verschillen zijn het gevolg van fouten in de telling, en ongelijke telmethodes.

### Fouten in de telling
Dit is het gevolg van onder meer:
- overschatting: 
  - in sommige browsers wordt webinhoud geladen zonder initiatief van de gebruiker ("pre-loading" of "prerendering"), bijvoorbeeld om bij later gebruik sneller te kunnen weergeven. Ook in antivirusprogramma's worden websites zonder menselijke tussenkomst "gecontacteerd".[6]
  - klikfraude, waarbij websites worden "bezocht" door scripts of menselijke "gebruikers"
- onderschatting
  - bij gebruik van sommige browsertechnieken zoals DOM zou geen browser-telling gebeuren op basis van JavaScript
  - het bekijken van de paginageschiedenis kan al dan niet leiden tot een "hit"(en dus geteld worden), naargelang de browser[7]
  - door het gebruik van site-, cookie- en JavaScript-blockers, bijvoorbeeld in advertentiefilters worden bezoekers soms niet geteld
  - bij gebruik van een proxyserver worden herhaalde of vernieuwde bezoeken aan een site soms slechts als één hit gerekend
- vermomming: sommige websites bieden een verschillende inhoud aan – of beperken die zelfs – naargelang de gedetecteerde browser. Om deze restricties te omzeilen of de compatibiliteit te verhogen, doen sommige browsers zich dan voor met een andere of een tweede identiteit ("user agent"). Ook antivirusproducten gebruiken wel eens deze tactiek.[6]

### Telmethodes
Webstatistieken worden verzameld door: 
- een groot aantal bezoekers te tellen van een of een beperkte reeks websites (wikimedia, W3Schools), of
- bezoekers te tellen van een groot aantal verschillende sites (commerciële bedrijven).

De cijfers kunnen sterk verschillen naargelang men unieke bezoekers telt, dan wel page hits, en het feit of regionale cijfers al dan niet worden “gewogen”.

### Organisaties
Browserstatistieken worden door verschillende organisaties verzameld:
- De Wikimedia Foundation telt bezoekers van de ruim tien  wikimedia-projecten, waaronder Wikipedia.
- Educatieve weborganisaties zoals W3Schools die de grote aantallen bezoekers aan hun site(s) tellen, en sedert 2002 maandelijkse statistieken bijhoudt voor de browsers Google Chrome, Microsoft Edge, Mozilla Firefox, Safari en Opera.
- Commerciële internetbedrijven die bezoekersstatistieken verzamelen voor hun cliënten-webmasters, en daardoor ook beschikken over globale cijfers:
  - StatCounter meet cijfers voor Chrome, Safari, Firefox, UC Browser, Samsung Internet en Opera;
  - NetApplications publiceert statistieken voor Chrome, Internet Explorer, Firefox, Edge, Safari, Opera, QQ, Sogou Explorer, Yandex en UC Browser;
  - StatOwl verzamelt eveneens webstatistieken.

### Toesteltype
Sedert de doorbraak van internetgebruik op tablets en smartphones worden ook statistieken bijgehouden per toesteltype. Sedert einde 2016 is het internetgebruik op smartphones en tablets intensiever geworden dan dat op desktopcomputers.

### Regionale verschillen
Wereldwijde statistieken kunnen ook regionale verschillen verdoezelen: zo is de UC Browser populair in Oost-Azië, maar veel minder gebruikt in Europa.  Opera is vanwege zijn mobiele capaciteiten erg verspreid in Afrika, maar haalt veel lagere cijfers in Europa.